# Corney
Corney is een dorpje in de civil parish Waberthwaite in het Engelse graafschap Cumbria. Het ligt in het platteland van Cumbria, aan de kust.
De dorpskerk van Corney, gewijd aan Johannes de Doper, staat hoog op een heuvelrug en dateert waarschijnlijk uit de twaalfde eeuw.

## Geboren in Corney
- Edward Troughton (1753), instrumentmaker